# EGG -Extra Games Garden-
EGG -Extra Games Garden-は、ユーザー支援により資金を集める「クラウドファンディング」を利用した、美少女ゲームメーカー合同ライブ企画・イベントを指す。「EGG プロジェクト」とも。

## 概要
美少女ゲームメーカー主催によるメーカー合同ライブは、資金面や定期開催という難題なハードルから継続開催できないことが現状で、ライブ開催を待ち望んでいるユーザーからクラウドファンディングにて支援を受け、全ての参加メーカーが資金の持ち出しを必要としない新しいライブイベントとして企画・立案された。定期開催を目標としている。

## クラウドファンディング
不特定多数の人がインターネット経由で、他の人々や組織に財源の提供や協力などを行うことを指す。
2015年10月25日に開催予定の第一回「EGG -Extra Games Garden-」（支援募集期間 2015年2月14日(土) ～ 2015年4月30日(木)）の目標金額は600万円以上で、実際に集まった金額は、倍の1282万3427円。支援金は会場レンタル費用、ライブイベント運用費用、リターン制作費用、クラウドファンディング手数料等の使途に充てられた。

また、クラウドファンディングによりイベントへの参加希望人数を事前に把握することで、最適な会場でイベントを開催してキャパシティの最適化とイベント運営費用の予算組みを行い、資金問題の改善を図ることが可能。

## ライブ

### EGG -Extra Games Garden- 2015
- 開催日：2015年10月25日
- 会場：品川ステラボール

出演アーティスト
- AiRI
- ave;new feat.佐倉紗織
- 大島はるな
- 片霧烈火
- Kicco
- KOTOKO
- 榊原ゆい
- 佐咲紗花
- 鈴湯
- Ceui
- 千歳サラ
- NANA
- 橋本みゆき
- 美郷あき
- yozuca*

ゲスト
- Astilbe x arendsii
- はな

当初は原田ひとみも出演予定だったが、怪我の療養のため出演を辞退

参加メーカー（ブランド）
- ASa Project
- CIRCUS
- SAGA PLANETS
- スミレ
- tone work's
- NanaWind
- Navel
- ぱれっと
- FAVORITE
- ま～まれぇど
- まどそふと
- minori
- Lump of Sugar
- LevoL
- Whirlpool

### EGG -Extra Games Garden- 2016 前夜祭
2016年8月31日のEGG2016 前夜祭発表＆組曲DJ生放送にて、前夜祭の開催が発表された。本編とは異なり、楽曲制作チーム『SHOT MUSIC』の協力のもとで、アーティストらをゲストに迎えたDJパフォーマンスや、メーカースタッフによるトーク、プレゼントコーナーを実施。
- 開催日：2016年10月28日
- 会場：品川ステラボール

出演アーティスト
- Ayumi.
- 大島はるな
- 榊原ゆい
- 佐咲紗花
- yozuca*

司会
- 荻原秀樹

参加メーカー（ブランド）
- ASa Project
- ALcot
- ういんどみる
- AUGUST
- 戯画
- CIRCUS
- 3rdEye
- SkyFish
- SMEE
- スミレ
- NanaWind
- ぱれっと
- FAVORITE
- feng
- PULLTOP
- BaseSon
- まどそふと
- ゆずソフト
- light
- Lump of Sugar
- Ricotta
- Lose
- Whirlpool

### EGG -Extra Games Garden- 2016
EGG 2015において、開催決定を発表したため、クラウドファンディングによる資金調達が不可能になった。
- 開催日：2016年10月29日
- 会場：品川ステラボール

出演アーティスト
- 青葉りんご
- Kicco
- KOTOKO
- 榊原ゆい
- 佐咲紗花
- 佐藤ひろ美
- 霜月はるか
- Ceui
- 中恵光城
- 仲村芽衣子
- 真理絵
- yozuca*
- 米倉千尋
- rino
- Rin'ca

参加メーカー（ブランド）
- ALcot
- eRONDO
- ういんどみる
- AUGUST
- 戯画
- CIRCUS
- 3rdEye
- ぱれっとクオリア
- feng
- PULLTOP
- ゆずソフト
- Lump of Sugar
- Lose

### EGG -Extra Games Garden- 2018
2017年8月10日に、開催が発表された。
- 開催日：2018年1月6日
- 会場：豊洲PIT

出演アーティスト
- AiRI
- Ayumi.
- 大島はるな
- 片霧烈火
- 榊原ゆい
- 霜月はるか
- 鈴湯
- Ceui
- 茶太
- Duca
- 橋本みゆき
- 原田ひとみ
- Prico
- 松下
- eufonius
- 米倉千尋
- 川村ゆみ（シークレット）

参加メーカー（ブランド）
- あかべぇそふとつぅ
- AXL
- Azurite
- ensemble
- OVERDRIVE
- SWEET&TEA
- Purple software
- ぱれっと
- hibiki works
- FAVORITE
- まどそふと
- minori
- light
- SAGA PLANETS（シークレット）
- XUSE（シークレット）

## テーマソング
- ever lasting garden
  - 歌手：AiRI・橋本みゆき・yozuca* / 作詞：rino / 作曲：アッチョリケ / 編曲：宮崎京一
  - Gt：宮崎京一 / Ba：染川裕紀 / Dr：内田稔 / Pf：清水永之

## 公式グッズ
- 2015年10月30日『EGG -Extra Games Garden- anthology 2015』

EGG2015参加の15メーカーの代表曲とEGGテーマソング『ever lasting garden』を収録したコンピレーションアルバム。
- 2016年10月29日『EGG -Extra Games Garden- anthology 2016』

EGG2016参加の13メーカーの代表曲を収録したコンピレーションアルバム。
- 2018年1月6日『EGG -Extra Games Garden- integral 2018』

EGG2018参加の13メーカーの代表曲を収録したコンピレーションアルバム。

## 主催
EGG実行委員会
メンバー
- オカザワ（CLEARRAVE／EGGプロデューサー）
- アッチョリケ（Navel／EGG顧問）
- せなかさん（EGG相談役 2016年より）

### 制作・運営
タブリエ・コミュニケーションズ

### 演出協力
- SONO MAKERS（2016年より）